# Seminary
Seminary és una població dels Estats Units a l'estat de Mississipi. Segons el cens del 2000 tenia 335 habitants.

## Demografia
Segons el cens del 2000, Seminary tenia 335 habitants, 141 habitatges, i 97 famílies. La densitat de població era de 136,2 habitants per km².
Dels 141 habitatges en un 31,2% hi vivien nens de menys de 18 anys, en un 56% hi vivien parelles casades, en un 12,1% dones solteres, i en un 31,2% no eren unitats familiars. En el 29,8% dels habitatges hi vivien persones soles el 17,7% de les quals corresponia a persones de 65 anys o més que vivien soles. El nombre mitjà de persones vivint en cada habitatge era de 2,38 i el nombre mitjà de persones que vivien en cada família era de 2,96.
Per edats la població es repartia de la següent manera: un 26,9% tenia menys de 18 anys, un 6,9% entre 18 i 24, un 27,5% entre 25 i 44, un 23% de 45 a 60 i un 15,8% 65 anys o més.
L'edat mediana era de 38 anys. Per cada 100 dones de 18 o més anys hi havia 73,8 homes.
La renda mediana per habitatge era de 32.500 $ i la renda mediana per família de 46.250 $. Els homes tenien una renda mediana de 33.750 $ mentre que les dones 24.250 $. La renda per capita de la població era de 15.857 $. Entorn del 3,6% de les famílies i el 12,5% de la població estaven per davall del llindar de pobresa.

## Poblacions més properes
El següent diagrama mostra les poblacions més properes.